# Аеродром Токио-Ханеда
Међународни аеродром Ханеда (јап. 東京国際空港) се налази у Токију, Јапан. Други главни токијски међународни аеродром се налази у Нарити, у широј околини Токија.